# 남원 실상사 건칠아미타불좌상과 건칠관음보살입상
남원 실상사 건칠아미타불좌상과 건칠관음보살입상(南原 實相寺 乾漆阿彌陀佛座象과 乾漆觀音菩薩立像)은 대한민국 전북특별자치도 남원시에 있는 조선시대의 건칠상이다. 2018년 3월 9일 전라북도의 유형문화재 제258호로 지정되었다.

## 개요
실상사의 극락전에 봉안되어 있는 건칠아미타불좌상은 제작기법에서 나주 죽림사 건칠아미타불좌상(전라남도 유형문화재 제298호) 등 14 ～ 15세기 전라도 지역 건칠불상의 제작기법과 공통된 특징을 보여주며, 허리가 길어 다소 둔중해 보이는 신체비례, 승각기를 묶은 띠매듭의 표현 등 조선전기 불상의 양식을 보여준다. 보광전 소장 건칠관음보살입상 역시 허리가 길고 하체가 짧은 신체, 온몸에 영락장식을 두른 모습 등이 고려말 ～ 조선전기의 보살상 양식을 나타내고 있다. 귀를 건칠로 만든 것이라던가 눈동자를 감입하기 위해 눈의 형태를 완전하게 건칠로 만든 후 바깥쪽에서 감입하는 기법은 나주 죽림사 건칠아미타불좌상 등 14 ～ 15세기 전라도지역 건칠불상의 기법과 동일하여 같은 유파에 의해 조성된 것으로 추정되어 학술적가치가 높다. 또한 실상사 건칠아미타불좌상과 건칠관음보살입상은 동아대학교소장 건칠대세지보살입상과 함께 삼존불로 조성된 유일한 건칠삼존불이자 유일한 입상의 건칠보살입상으로서, 더욱 의미가 있다.

## 참고 문헌
- 남원 실상사 건칠아미타불좌상과 건칠관음보살입상 - 국가유산청 국가유산포털